# 羅卡眶鋸雀鯛
羅卡眶鋸雀鯛（學名：Stegastes rocasensis），又稱羅卡高身雀鯛，為輻鰭魚綱雀鯛科眶鋸雀鯛屬下的一個種，分布於西大西洋巴西海域，深度0至60公尺，體長可達9公分，棲息在近海岩礁區，屬雜食性，以藻類和小型無脊椎動物為食，具有領域性，繁殖期時成對出現，雄魚會守護卵直到孵化，生活習性不明。